# Tomáš Machek (grafický designer)
Tomáš Machek (* 14. února 1970 Most) je český grafický designér a pedagog.  

## Život
Po Střední uměleckoprůmyslové škole v Praze studoval letech 1988–1994 Vysokou školu uměleckoprůmyslovou (VŠUP). V letech 1993–1994 absolvoval stáže na Gerrit Rietveld Academii v Amsterdamu a v Studio Dumbar v Haagu.
Po absolvování VŠUP na škole pokračoval jako odborný asistent v ateliéru Grafického designu a vizuální komunikace u Zdeňka Zieglera, později u Rostislava Vaňka, až do roku 2004. Ve stejném roce pak získal titul docent.

## Profesní život
Byl artdirectorem časopisu Zlatý řez (1993–2006) a časopisu pro pěknou úpravu Deleatur (1996–2003), který také spoluzaložil. Od roku 1995 je člen TypoDesignClubu. V letech 1999–2010 byl místopředsedou Organizačního výboru Bienále grafického designu Brno. Společně s Petrem Babákem založil v roce 1997 studio Machek&Babák.
V současnosti je majitelem a kreativním ředitelem studia Side2, které v roce 2003 spoluzaložil.
Jeden z nejvýznamnějších projektů, pod kterým je podepsáno jeho studio, je Čitelná Praha. Side2, společně s A69 – architekti a písmolijnou SuperiorType, uspěli v mezinárodní soutěži na komplexní systém městské navigace, kterou pro hlavní město Praha pořádala organizace Czechdesign. Studio za tuto práci získalo titul Grafický designér roku v soutěži Czech Grand Design.

## Ocenění
- 1991 – Herb Lubalin Medal, International Typeface Center, New York
- 1995 – Cena Ministra kultury ČR pro grafika do 35 let, Nejkrásnější české knihy, Praha
- 1996 – Nejkrásnější české knihy, Praha
- 1997 – Nejkrásnější české knihy, Praha
- 1997 – Národní cena za design 96, Design centrum ČR, Brno (společně s P. Babákem)
- 1998 – Nejkrásnější české knihy, Praha
- 2000 – Nejkrásnější české knihy, Praha
- 2000 – Cena Alfonse Muchy, 19. Bienále grafického designu Brno
- 2001 – Nejkrásnější české knihy, Praha
- 2001 – Vynikající design 2000, Design centrum ČR, Brno (společně s P. Babákem)
- 2003 – Cena TypoDesignClubu

## Ocenění studia Side2
- 2003 – Nejlepší kalendář roku
- 2004 – Nejkrásnější české knihy, Praha
- 2004 – Nejlepší typografický kalendář roku
- 2004 – Cena České filmové a televizní akademie (Český lev) za nejlepší filmový plakát
- 2005 – Nejlepší typografický kalendář roku
- 2007 – Grafický designér roku, Czech Grand Design
- 2007 – Nejlepší fotografický kalendář roku
- 2007 – Nejkrásnější české knihy, Praha
- 2007 – Vynikající design a cena novinářů, Design centrum ČR
- 2009 – Nejkrásnější české knihy, Praha
- 2010 – European Design Awards, stříbro v kategorii Company Implementation
- 2012 – European Design Awards, zlato v kategorii Magazines
- 2013 – Cena České filmové a televizní akademie (Český lev) za nejlepší filmový plakát
- 2014 – European Design Awards, bronz v kategorii Signs & Displays
- 2015 – Cena České filmové a televizní akademie (Český lev) za nejlepší filmový plakát
- 2023 – Grafický designér roku, Czech Grand Design